# Sowjetrussland
Als Sowjetrussland wurde die russische Sowjetrepublik vor Errichtung der Sowjetunion, also der von Sowjets (Räten) der Bolschewiki beherrschte Teil des ehemaligen Russischen Reiches bezeichnet. Es existierte von der Oktoberrevolution 1917 über den Russischen Bürgerkrieg bis zum Unionsvertrag von 1922 (auch informelle Bezeichnung der russischen Regierung vor Gründung der Sowjetunion).
Bis dahin wurden aus dem Erbe des russischen Zarenreiches keine autonomen Gebiete für die einzelnen Nationalitäten geschaffen. Neben Sowjetrussland ist jedoch z. B. auch von der Sowjetukraine die Rede, die bis 1920 im Gegensatz zu Sowjetrussland meist von ausländischen oder den antibolschewistischen Weißen Truppen besetzt war. Davon ebenso unabhängig war 1920 bis 1922 die Fernöstliche Republik.
Auch nach der Schaffung der Sowjetunion wurde der Begriff Sowjetrussland vor allem im Westen (z. B. englisch: Soviet Russia) noch lange als Synonym für die gesamte Union benutzt, da das russische das zahlenmäßig stärkste Volk der UdSSR war und der Anspruch der Sowjetunion, ein Vielvölkerstaat zu sein, nicht anerkannt wurde. Der Begriff kam in Deutschland zur Zeit der Weimarer Republik auf und dominierte im NS-Sprachgebrauch. Auch der westdeutsche Bundeskanzler Konrad Adenauer verwendete in seinen Reden stets „Sowjetrussland“, wenn er die Sowjetunion meinte; mit dem Ende der Ära Adenauer kam der Begriff endgültig aus der Mode und heute ist er weitgehend verschwunden.
Verwechslungen gab und gibt es auch mit der Russischen Sozialistischen Föderativen Sowjetrepublik (RSFSR), die 1917/18 ganz Sowjetrussland umfasste. 1919 kamen die Ukraine (USSR) und Weißrussland (Belarussische Sozialistische Sowjetrepublik, BSSR) hinzu, im März 1922 Transkaukasien (TSFSR), das aus den drei Republiken der früheren Transkaukasischen Föderation bestand. Ende Dezember 1922 bildeten diese vier Teile Sowjetrusslands die Sowjetunion, als die Vertreter der RSFSR, der USSR, der BSSR und der TSFSR, die sich zum I. Sowjetkongress der UdSSR versammelt hatten, den Unionsvertrag unterzeichneten und die Deklaration über die Gründung der UdSSR verabschiedeten.

## Regierungsspitze Sowjetrusslands
Regierungschefs
- 1917–1922/1924: Wladimir Iljitsch Lenin

Staatsoberhäupter
- 1917–1917: Lew Borissowitsch Kamenew
- 1917–1919: Jakow Michailowitsch Swerdlow
- 1919–1922/1946: Michail Iwanowitsch Kalinin